# West Coast Conference
La West Coast Conference (español: Conferencia de la Costa Oeste) es una conferencia de la División I de la NCAA. Está formada por 10 miembros que compiten en 14 deportes (6 masculinos y 8 femeninos). Fue fundada en 1952 con el nombre de California Basketball Association por 5 universidades del Área de la Bahía de San Francisco en California. En 1956 cambió el nombre a West Coast Athletic Conference, y en 1989 al actual. Todos sus miembros son instituciones privadas de carácter cristiano. Siete son universidades católicas (cuatro de ellas Jesuitas), mientas que la Universidad del Pacífico es metodista, la Universidad Pepperdine es Congregacionalista, y la Universidad Brigham Young es Santo de los Últimos Días (mormona.)
Está considerada como una de las mejores conferencias sin fútbol americano del país y una de las conferencias más estables, sin altas ni bajas de miembros desde hace más de 30 años. Los deportes más destacados son el fútbol, con 9 campeonatos nacionales, y el tenis, con 5 campeones individuales y un campeonato por equipos. Hay que destacar también el baloncesto masculino, con los dos campeonatos consecutivos que consiguió la Universidad de San Francisco de la mano del mítico Bill Russell.

## Miembros

### Miembros actuales

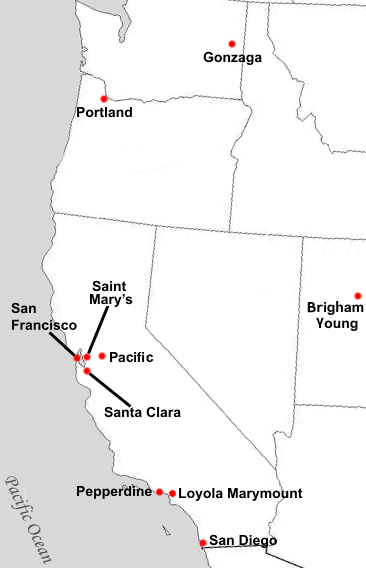
Localizaciones de los actuales miembros de la West Coast Conference.

| Logo | Institución                  | Localización              | Tipo    | Equipo   | Año de unión |
| ---- | ---------------------------- | ------------------------- | ------- | -------- | ------------ |
|      | Universidad Gonzaga          | Spokane, Washington       | Privada | Bulldogs | 1979         |
|      | Universidad Loyola Marymount | Los Ángeles, California   | Privada | Lions    | 1955         |
|      | Universidad del Pacífico     | Stockton, California      | Privada | Tigers   | 1952, 2013   |
|      | Universidad Pepperdine       | Malibu, California        | Privada | Waves    | 1955         |
|      | Universidad de Portland      | Portland, Oregón          | Privada | Pilots   | 1976         |
|      | Saint Mary's College         | Moraga, California        | Privada | Gaels    | 1952         |
|      | Universidad de San Diego     | San Diego, California     | Privada | Toreros  | 1979         |
|      | Universidad de San Francisco | San Francisco, California | Privada | Dons     | 1952         |
|      | Universidad de Santa Clara   | Santa Clara, California   | Privada | Broncos  | 1952         |
|      | Universidad de Seattle       | Seattle, Washington       | Privada | Redhawks | 2025         |

1. ↑  Pacific fue miembro de la WCC desde 1952 hasta 1971, pero regresó en 2013.
2. ↑  Seattle había sido previamente miembro de la conferencia desde 1971 a 1980.

### Miembros de Salida
| Logo | Institución         | Localización        | Tipo    | Equipo   | Año de salida | Conferencia de traslado |
| ---- | ------------------- | ------------------- | ------- | -------- | ------------- | ----------------------- |
|      | Universidad Gonzaga | Spokane, Washington | Privada | Bulldogs | 2026          | Pac-12 Conference       |

### Miembros Asociados
Miembros salientes en rosa.
Oregon State y Washington State abandonarán la mayoría, si no todos, sus deportes actuales de la WCC cuando la Pac-12 Conference reanude sus operaciones completas en 2026.
| Institución                                       | Localización               | Equipo   | Tipo    | Año de Unión | Deporte                   | Conferencia Primaria                                      |
| ------------------------------------------------- | -------------------------- | -------- | ------- | ------------ | ------------------------- | --------------------------------------------------------- |
| Academia de la Fuerza Aérea de los Estados Unidos | Colorado Springs, Colorado | Falcons  | Federal | 2023         | Waterpolo masculino       | Mountain West Conference                                  |
| Universidad de Augusta                            | Augusta, Georgia           | Jaguars  | Pública | 2025         | Golf masculino y femenino | Peach Belt Conference (Div. II)                           |
| Universidad Bautista de California                | Riverside, California      | Lancers  | Privada | 2023         | Waterpolo masculino       | Western Athletic Conference (Big West Conference en 2026) |
| Universidad Creighton                             | Omaha, Nebraska            | Bluejays | Privada | 2010         | Remo femenino             | Big East Conference                                       |
| Universidad Estatal de Oregón                     | Corvallis, Oregón          | Beavers  | Pública | 2024         | Múltiple                  | Pac-12 Conference                                         |
| Universidad Estatal de Sacramento                 | Sacramento, California     | Hornets  | Pública | 2024         | Remo femenino             | Big Sky Conference (Big West Conference en 2026)          |
| Universidad Estatal de San José                   | San José, California       | Spartans | Pública | 2023         | Waterpolo masculino       | Mountain West Conference                                  |
| Universidad Estatal de Washington                 | Pullman, Washington        | Cougars  | Pública | 2024         | Múltiple                  | Pac-12 Conference                                         |

### Miembros Asociados de Salida
| Institución                        | Localización          | Tipo    | Equipo  | Deporte             | Año de salida | Conferencia de traslado |
| ---------------------------------- | --------------------- | ------- | ------- | ------------------- | ------------- | ----------------------- |
| Universidad Bautista de California | Riverside, California | Lancers | Privada | Waterpolo masculino | 2026          | Big West Conference     |
| Universidad Estatal de Oregón      | Corvallis, Oregón     | Beavers | Pública | Múltiple            | 2026          | Pac-12 Conference       |
| Universidad Estatal de Washington  | Pullman, Washington   | Cougars | Pública | Múltiple            | 2026          | Pac-12 Conference       |

1. 1 2  Oregon State y Washington State reconstituirán la Pac-12 Conference en 2026 con siete nuevos miembros, incluido el actual miembro de la WCC, Gonzaga.

### Antiguos miembros
| Institución                                | Localización              | Equipo    | Tipo    | Año de unión | Año de salida | Conferencia actual                                   |
| ------------------------------------------ | ------------------------- | --------- | ------- | ------------ | ------------- | ---------------------------------------------------- |
| Universidad Estatal de San José            | San José, California      | Spartans  | Pública | 1952         | 1969          | Mountain West Conference                             |
| Universidad Estatal de California, Fresno  | Fresno, California        | Bulldogs  | Pública | 1955         | 1957          | Mountain West Conference (Pac-12 Conference en 2026) |
| Universidad de California en Santa Bárbara | Santa Bárbara, California | Gauchos   | Pública | 1964         | 1969          | Big West Conference                                  |
| Universidad de Nevada, Reno                | Reno, Nevada              | Wolf Pack | Pública | 1969         | 1979          | Mountain West Conference                             |
| Universidad de Nevada, Las Vegas           | Las Vegas, Nevada         | Rebels    | Pública | 1969         | 1975          | Mountain West Conference                             |
| Universidad Brigham Young                  | Provo, Utah               | Privada   | 2011    | 2023         | Cougars       | Big 12 Conference                                    |

## Deportes
| Masculinos - Baloncesto - Cross - Golf - Béisbol - Tenis - Fútbol | Femeninos - Baloncesto - Fútbol - Tenis - Golf - Voleibol - Voleibol de playa - Remo - Cross - Sóftbol |